# Confezionamento sottovuoto
Il confezionamento sottovuoto è un sistema molto semplice che consiste nell'eliminazione dal contenitore di tutta l'aria presente o solo di alcuni gas, come l'ossigeno che è il principale responsabile dell'ossidazione. Tale tecnica è utilizzata da molto tempo sia a livello industriale che commerciale e recentemente anche a livello domestico grazie a macchine molto compatte, per proteggere materiale di varia natura da contaminazione da polveri e microbi. Di conseguenza, grazie alla modifica della composizione dell'atmosfera gassosa all'interno dell'imballaggio, permette di aumentare il periodo di conservazione dei prodotti alimentari, in particolare di quelli deperibili, contrastando per quanto possibile modifiche chimiche, microbiologiche, fisiche, strutturali e sensoriali in ogni caso inevitabili nel tempo, in accordo alla Prima Legge di Parisi della Degradazione Alimentare.

## Sottovuoto per alimenti

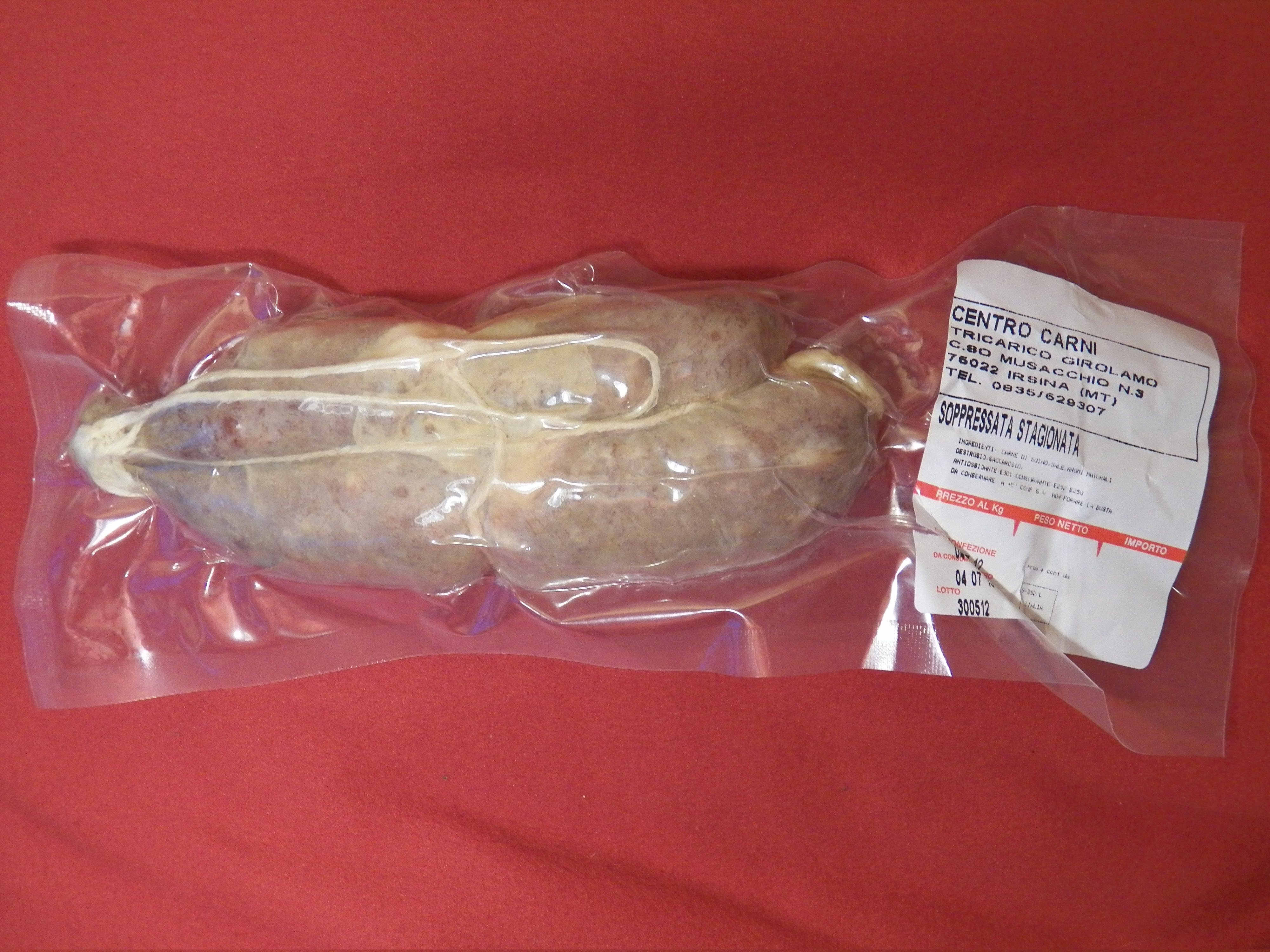
Soppressata sottovuoto.

Con questo tipo di trattamento è possibile conservare un alimento più a lungo perché in assenza di aria la maggior parte dei microorganismi e dei batteri non può svilupparsi. È una tecnica che permette di conservare il sapore, il profumo, il colore e le proprietà nutrizionali dell'alimento ed è utilizzata sia con prodotti crudi che cotti, spesso abbinata alla refrigerazione.
Il tempo di conservazione dei prodotti sottovuoto può variare da 6 a 21 giorni a seconda del tipo di alimento.

### Apparecchiatura
Lo strumento più utilizzato nella ristorazione per il sottovuoto è la macchina confezionatrice sottovuoto a campana in acciaio inox disponibile con diversi modelli differenti per potenza aspirante, dimensioni e presenza eventuale di sistemi di iniezioni di gas utilizzati per creare atmosfere protettive.
Solitamente le macchine sottovuoto a campana vengono utilizzare per il confezionamento di prodotti alimentari nelle gastronomie, supermercati, macellerie e tutto il settore ho.re.ca. Ma non esistono solo le macchine sottovuoto a campana.
Sono molto note anche le macchine ad aspirazione esterna, utilizzate spesso anche a livello domestico, in grado di rimuovere l'aria all'interno delle buste che presentano delle speciali lavorazioni dette "goffrature".

Le buste sottovuoto possono essere di diversi spessori e tipologie. Ad esempio esistono sacchetti sottovuoto lisci ECO 70µm, Tipo 90µm o Tipo 150µm che sono adatti per le macchine a campana, sacchetti goffrati ECO 85µm più adatti alle macchine ad estrazione esterna sia domestiche e professionali.
Inoltre esistono anche le buste per cottura; esse si compongono di due film OPA/CPP che permettono la conservazione sottovuoto e la cottura degli alimenti fino a 121 °C (per 30 min in bagni termostatici, forni a vapore o bagnomaria).

### Differenze tra campana e aspirazione esterna
La differenza tra le macchine a campana e le macchine ad estrazione esterna sta nel fatto che le prime possono avere una pompa a vuoto di grossa portata e permettono di mettere in sottovuoto anche i liquidi (in questo caso sarà necessaria una confezionatrice sottovuoto a campana da banco), cosa che nel caso delle macchine ad aspirazione esterna non è possibile, perché in fase di aspirazione, la pressione dell'aria esterna comprimerà il sacchetto causando la fuoriuscita di eventuale liquido presente al suo interno, oltre che rischiare di rovinare la pompa stessa.

### Procedimento generico
Gli alimenti vengono sistemati in un vano all'interno di appositi contenitori. Il vano viene chiuso da una campana ed una pompa aspirante posta all'interno elimina l'aria ed eventualmente immette altri gas per l'atmosfera modificata. Il sacchetto viene quindi chiuso con saldatura termica, in genere doppia, quindi la procedura è terminata e la campana può essere riaperta. Sono inoltre molto diffuse le macchine confezionatrici sottovuoto che utilizzano buste in polipropilene termosaldate e che lavorano con lo stesso principio di quelle a campana, estraendo l'aria dalla busta prima di sigillarla, ma con una potenza aspirante inferiore.

### Materiali
Per il sottovuoto vengono utilizzati sacchetti di materiale plastico, o vaschette semirigide in polietilene o alluminio trattato per uso alimentare, il cui spessore e resistenza termica varia a seconda del tipo di alimento e dei trattamenti successivi. Difatti, dopo la creazione del sottovuoto, è possibile sottoporre il prodotto a pastorizzazione, cottura o refrigerazione.
I contenitori devono essere impermeabili all'ossigeno e all'umidità.

### Vantaggi
I principali vantaggi sono:
1. l'arresto dello sviluppo di microrganismi aerobi;
2. l'arresto dello sviluppo di alterazioni chimiche dovute all'ossigeno (ossidazioni);
3. il mantenimento della freschezza e protezione da odori penetranti esterni.

### Rischi
Il sottovuoto, nonostante aiuti a contrastare l'azione dei batteri aerobici, è inefficace contro quelli anaerobici (come il Clostridium botulinum) che, trovandosi in un ambiente favorevole, può iniziare a svilupparsi. Per questa ragione tale pratica è generalmente abbinata ad altri trattamenti di conservazione come la refrigerazione o la sterilizzazione che, con le alte temperature applicate, riesce ad inattivare le spore botuliniche particolarmente termoresistenti.